# Johannes Gobi
Johannes Gobi oder Johannes Gobi Junior (* 1300; † 1350) ist der Verfasser einer berühmten Exemplasammlung: der Scala coeli. Diese wurde nach der 1480 bei Johann Zainer in Ulm erschienenen Inkunabel erneut von Marie-Anne Polo de Beaulieu herausgegeben.

## Werke
- Marie-Anne Polo de Beaulieu (Hrsg.): La scala coeli. Centre National de la Recherche Scientifique, Paris 1991, ISBN 2-222-04621-1, nach der Ulmer Inkunabel von 1480

- Marie-Anne Polo de Beaulieu (Übers.): Dialogue avec un fantôme. Belles Lettres, Paris 1994, ISBN 2-251-33922-1 (französische Übersetzung von De Spiritu Guidonis)